# Robert Hines
Robert Thomas Hines Jr. detto Bob (Fayetteville, 11 gennaio 1975) è un astronauta statunitense. Nel 2022 ha preso parte alla sua prima missione spaziale, la SpaceX Crew-4 (Expedition 67) a bordo della Stazione spaziale internazionale (ISS).

## Biografia

### Formazione  e carriera militare
Dopo essersi laureato in ingegneria aerospaziale all'Università di Boston nel 1997, ha lavorato come ingegnere delle telecomunicazioni nella società Fidelity Investments a Boston. È stato poi accettato nella USAF Officer Training School alla conclusione della quale nel 1999 è diventato un Second Lieutenant dell'United States Air Force. Ha approfondito le sue conoscenze di pilota completando il Specialized Undergraduate Pilot Training alla Columbus Air Force Base nel Mississippi e poi il USAF Pilot Instructor Training, ricoprendo di seguito il ruolo di istruttore dell'aereo T-37. Concluso l'assegnamento si è trasferito insieme alla sua famiglia al Royal Air Force Lakenheath nel Regno Unito partecipando a diverse missioni di supporto in Europa per la NATO e nel Medio oriente e in Africa per le operazioni Operations Enduring Freedom e Iraqi Freedom. Durante questo assegnamento è stato selezionato per frequentare la U.S. Air Force Test Pilot School all'Edwards Air Force Base in California, dove ha ottenuto un master in Flight Test Engineering nel 2008. Come pilota collaudatore è stato assegnato alla Eglin Air Force Base per le attività di collaudo degli aerei F-15C/D/E e tempo dopo selezionato per volare sull'aereo U-28 in una missione oltremare di supporto alle Special Operations Forces. Nel 2010 ha conseguito un master in ingegneria aerospaziale all'Università dell'Alabama. Lasciato il servizio attivo nell'aviazione militare, l'anno successivo ha servito come pilota collaudatore della Federal Aviation Administration (FAA). Dal 2012 fino al momento della sua selezione di astronauta ha lavorato nella Aircraft Operations Division del Johnson Space Center (JSC) della NASA come Research Pilot e istruttore dell'aereo T-38N. Durante il suo lavoro alla NASA ha pilotato vari aerei, tra cui gli aerei WB-57 (usato per le missioni scientifiche ad alta quota), il Gulfstream G-3 e il C-9 (per le missioni paraboliche). Ha servito l'Aeronautica statunitense e l'Air Force Reserves per 18 anni, accumulando più di 3500 ore di volo in 41 diversi tipi di aerei e prendendo parte a 76 missioni di combattimento.

### Carriera come astronauta
È stato selezionato nel Gruppo 22 degli astronauti NASA il 7 giugno 2017. Ad agosto 2017 ha preso servizio al Johnson Space Center della NASA per iniziare i due anni di addestramento base come candidato astronauta. Nel gennaio 2020 ha concluso l'addestramento ottenendo la qualifica di astronauta e diventando assegnabile a una missione spaziale. Dopo esser diventato un astronauta, è stato assegnato dell'Exploration Office dell'Ufficio astronauti dove ha lavorato come capo tecnico astronauta per Orion e rappresentante astronauta nel Orion Cockpit Working Group. Dopo la creazione del Human Lander System (HLS) Program, ha lavorato come specialista delle qualità di gestione e del controllo di volo. Ha anche assistito i team HLS nella progettazione della cabina e nelle valutazioni dei fattori umani per la prossima generazione di lander lunari.

#### SpaceX  Crew-4 (Expedition 67)
Nel febbraio 2021 è stato assegnato come pilota della missione SpaceX Crew-4 durante la quale trascorrerà sei mesi (Expedition 67) sulla Stazione spaziale internazionale nel 2022. Dopo essere stato rinviato diverse volte, il lancio è avvenuto il 27 aprile 2022.

## Vita privata
Hines nato a Fayetteville nel Carolina del Nord, ma è cresciuto a Harrisburg in Pennsylvania. È sposato con Kelli Hines con cui ha avuto tre figli.